# Бийом
 Тази статия е за града във Франция.  За кантона вижте Бийом (кантон).  
Бийом (на френски: Billom) е град в регион Оверн в централна Франция, административен център на кантон Бийом в окръг Клермон-Феран на департамент Пюи дьо Дом. Населението му е 4732 души (по данни от 1 януари 2016 г.).
Разположен е на 380 m надморска височина в Централния масив, на 21 km югоизточно от центъра на град Клермон-Феран. Селището съществува от Античността и през Средновековието и ранното Ново време е регионален търговски център. През 1556 година в града е основан първият йезуитски колеж във Франция.

## Известни личности
Родени в Бийом
- Жорж Батай (1897 – 1962), философ